# Roland Rahm
Pour les articles homonymes, voir Rahm.
Roland Rahm, né le 18 août 1955 à Huddinge, en Suède, est un ancien joueur suédois de basket-ball. Il évolue durant sa carrière aux postes d'ailier fort et de pivot.

## Palmarès
- Champion de Suède 1979, 1981, 1982, 1983, 1986, 1995